# Reichenau an der Rax
Reichenau an der Rax è un comune austriaco di 2 619 abitanti nel distretto di Neunkirchen, in Bassa Austria; ha lo status di comune mercato (Marktgemeinde). Il 25 giugno 1908 la sua frazione di Payerbach è divenuta comune autonomo.

## Geografia fisica
Il territorio comunale è posto alle falde della catena montuosa Rax-Schneeberg vicino alle rive del fiume Schwarza. Il comune è suddiviso in sei comuni catastali (Katastralgemeinden), Grünsting, Hirschwang an der Rax, Hirschwanger Forst, Klein- und Großau, Prein an der Rax e Reichenau an der Rax, ed è composto da quindici insediamenti: Dörfl, Edlach an der Rax, Griesleiten, Großau, Grünsting, Hinterleiten, Hirschwang an der Rax, Kleinau, Mayerhöfen, Oberland, Prein an der Rax, Preinrotte, Reichenau an der Rax, Sonnleiten e Thonberg.

## Monumenti e luoghi d'interesse
- Castello di Reichenau

## Amministrazione

### Gemellaggi
- Latisana, dal 2005 [1]